# Uherské Hradiště
Uherské Hradiště (tyska: Ungarisch Hradisch, ungerska: Magyarhradis) är en stad i regionen Zlín i Mähren i Tjeckien. 
Staden grundades år 1257 av den tjeckiske kungen Ottokar II. Idag har staden 25 254 invånare (2016).

## Kända personer med anknytning till staden
- Jan Antonín Baťa, skokung
- Michal Kadlec, fotbollsspelare
- Adolf Jellinek, rabbi
- Marie Janderová, friidrottare
- Věra Suková, tennisspelare